# Tanjung Balai Karimun
Tanjung Balai Karimun is een bestuurslaag in het regentschap Karimun van de provincie Riau-archipel, Indonesië. Tanjung Balai Karimun telt 10.084 inwoners (volkstelling 2010).